# Algoritmos de Berkeley

Nesse algoritmo, o “servidor de tempo” é ativo e consulta periodicamente cada uma das máquinas sobre os valores de seus relógios. Então calcula uma média das leituras realizadas e informa cada máquina para que se ajuste, adiantando ou atrasando seu relógio. Essa média pode ser simples ou ajustada, desprezando-se valores extremos, o que permite contornar eventuais falhas em alguns relógios. Também é possível considerar o tempo de comunicação entre as máquinas. Nesse algoritmo, não há necessidade de que o “servidor de tempo” consulte um serviço de hora atômica. 